# A One
A One è il sedicesimo album in studio della cantante giapponese Ayumi Hamasaki, pubblicato l'8 aprile 2015.

## Tracce
1. A Bell  (Ayumi Hamasaki, Nakano Yuta) – 1:10
2. Warning (Ayumi Hamasaki, Hara Kazuhiro) – 4:06
3. No Future (Ayumi Hamasaki, Komuro Tetsuya) – 5:53
4. Anything for You (Ayumi Hamasaki, Komuro Tetsuya) – 7:01
5. Last Minute (Ayumi Hamasaki, Yukumi Tetsuya) – 4:23
6. Zutto... (Ayumi Hamasaki, Tago Kunio) – 4:49
7. Out of Control (Ayumi Hamasaki, Yukumi Tetsuya) – 4:47
8. Story (Ayumi Hamasaki, Yukumi Tetsuya) – 5:17
9. The Gift (Ayumi Hamasaki, JJ Lin) (feat. JJ Lin) – 3:53
10. The Show Must Go On (Ayumi Hamasaki, Komuro Tetsuya) – 5:55
11. Walk (Ayumi Hamasaki, Komuro Tetsuya) – 5:02
12. Movin' on Without You (Original: Utada Hikaru) – 4:11
13. Tell All (2015 Mix) (TeamAyu ver. Bonus track) (Ayumi Hamasaki))